# Hans P. Kraus
Hans Peter Kraus, född 12 oktober 1907, död 1 november 1988, även känd som H. P. Kraus eller HPK, var en österrikisk bokhandlare som beskrivits som "utan tvekan den mest framgångsrike och ledande handlaren av ovanliga böcker i världen under den andra halvan av 1900-talet". Kraus specialiserade sig på medeltida illuminationshandskrifter och inkunabelböcker (böcker som publicerats före 1501, samt ovanliga böcker från 1500- och 1600-talet, men handlade med i stort sett alla böcker som kom i hans väg som var ovanliga, värdefulla och viktiga. Han var stolt över att ha varit den enda bokhandlaren i historien som ägt både Gutenbergs bibel och Psalterium från 1457 och 1459 samtidigt. Han ägde verkligen böckerna själv då han inte köpt dem för en kunds räkning utan för att hålla dem i lager.